# Waco (North Carolina)
Waco is een plaats (town) in de Amerikaanse staat North Carolina, en valt bestuurlijk gezien onder Cleveland County.

## Demografie
Bij de volkstelling in 2000 werd het aantal inwoners vastgesteld op 328.
In 2006 is het aantal inwoners door het United States Census Bureau geschat op 326, een daling van 2 (-0,6%).

## Geografie
Volgens het United States Census Bureau beslaat de plaats een oppervlakte van
2,1 km², geheel bestaande uit land. Waco ligt op ongeveer 281 m boven zeeniveau.

## Plaatsen in de nabije omgeving
De onderstaande figuur toont nabijgelegen plaatsen in een straal van 16 km rond Waco.

## Geboren
- Floyd Patterson (4 januari 1935), bokser